# Tom Harkin
Richard Thomas Tom Harkin mais conhecido como Tom Harkin(Cumming, Iowa, 19 de novembro de 1939) é um político estadunidense, que foi senador pelo estado de Iowa. É membro do Partido Democrata. Eleito pela primeira vez para o Senado em 1984, Harkin foi candidato à nomeação presidencial do seu partido em 1992. Foi presidente do Comitê do Senado sobre Saúde, Educação, Trabalho e Pensões. Serviu na Câmara dos Representantes dos Estados Unidos entre 1975 e 1985. Ele abandonou a vida pública em 2015.

## Bibiografia
Nascido em 19 de novembro de 1939, em Cumming, no estado americano do Iowa, é filho de Patrick Harkin e Frances.

### Carreira política
Harkin foi eleito para o congresso em 1974, sendo reeleito em 1976,1978,1980,1982 e 1984, quando em 1984 foi eleito senador do Iowa.

### Vida pessoal
Harkin é casado com Ruth Harkin, com quem tem dois filhos: Amy Harkin Goodrich e Jenny Harkin.